# Eduard Cmunt
Eduard Cmunt (2. srpna 1878 Kozárovice – 21. května 1967 Praha) byl český lékař, profesor balneologie, jeden ze zakladatelů vědeckého pojetí české balneologie, fyziatrie a revmatologie.

## Životopis
Narodil se v myslivně Annahof nedaleko obce Kozárovice. Studoval na gymnáziu v Písku a poté na Lékařské fakultě Univerzity Karlovy v Praze.
Věnoval se interní medicíně. Jako jeden z mála lékařů té doby si zvolil obor fyzikální medicína a balneologie, studoval na pracovištích fyzikální medicíny v zahraničí a několika evropských lázních se seznamoval s metodickými i provozními postupy. V roce 1916 byl potvrzen docentem. V roce 1928 byl jmenován mimořádným a 1945 řádným profesorem balneologie Lékařské fakulty Karlovy univerzity. Jako první si uvědomil, že pro správné využití výhod fyzikální léčby je nutná klinika. Na II. interní klinice vybudoval a vedl první fyzikálně léčebné oddělení, které disponovalo lůžky. Jeho školou prošlo mnoho budoucích primářů a vedoucích sanatorií, kteří později zaváděli fyzikální medicínu na svých pracovištích. V roce 1936 byl jmenován přednostou Balneologického ústavu Univerzity Karlovy, který sám zřídil jako první takový ústav na univerzitní půdě. Byl zakládajícím členem České fyziatrické společnosti a jejího Věstníku (nástupcem je dnes Společnost rehabilitační a fyzikální medicíny a časopis Rehabilitace a fyzikální lékařství), mnoho let byl předsedou této společnosti, jejíchž schůzí se aktivně účastnil do vysokého věku.

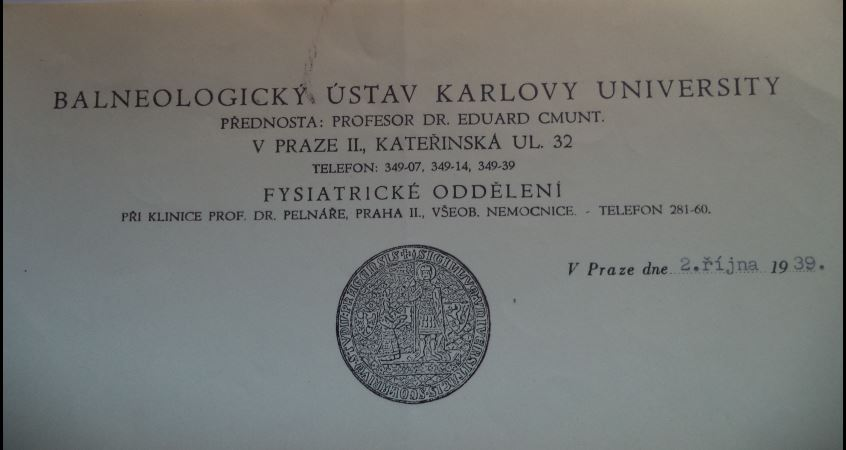

### Balneologie
V letním období lázeňské sezony působil v lázních Luhačovice jako vedoucí lékař vodoléčby (1907–1914) a od roku 1922 v lázních Piešťany, které pozvedl na úroveň světových lázní. Léčebné procedury obohatil o subakvální masáže a léčebný tělocvik. Inicioval hydrogeologický výzkum, výzkum přírodních zdrojů a radioaktivity.

### Revmatologie
Studoval revmatizmus jako chorobu jako takovou, vzbudil zájem o revmatologii mezi odbornou veřejností. Stal se naším prvním revmatologem, založil celou moderní revmatologickou školu. Poukázal na sociální škody, které revmatizmus působí, věnoval se organizaci boje proti revmatizmu a založil první bezplatnou poradnu pro revmatiky.
Účastnil se založení Mezinárodní ligy proti revmatismu a založil Českou ligu proti revmatismu, jejíž byl dlouholetým sekretářem až do odchodu na odpočinek.

### Vyznamenání a členství
- Řád Sv. Sávy III. třídy udělený králem Jugoslávie Alexandrem I.
- Řád čestné legie (po podpisu Mnichovské dohody toto vyznamenání vrátil francouzskému velvyslanci v Praze)
- čestný člen „Polskiego Towarzystwa Balneologicznego“
- čestný člen rumunské revmatologické společnosti v Bukurešti
- čestný člen Československé lékařské společnosti Jana Evangelisty Purkyně za vynikající zásluhy o rozvoj lékařské vědy
- místopředseda říšského spolku Péče o zdraví venkova
- dopisující člen „Société de Médicine de Paris“
- Člen „Balneologische Gesellschaft „v Berlíně
- Člen „Association Internationale de Médicine physique et de Physiothérapie
- místopředseda „International Society of Medical Hydrology“ v Londýně

Od mládí se ve všech svých oborech aktivně a hojně účastnil vědeckého života i na mezinárodním poli, zajímal se o vše co souviselo s jeho zvolenými obory. Účastnil se a vystupoval se svými příspěvky na sjezdech Ligy proti revmatismu, balneologických, fyziatrických, klimatologických, hydrologických společností. Byl členem prezidií těchto mezinárodních sjezdů, a řídil vědecká zasedání. Ovládal angličtinu, francouzštinu, němčinu, polštinu a ruštinu slovem i písmem a publikoval v zahraničí.

### Publikační činnost
Je autorem prvních českých odborných publikací o revmatismu a fyzikální léčbě, napsal velmi vyhledávanou příručku masáží.
- Rheumatismus jako choroba sociálně důležitá (1930)
- Rheumatismus (1932)
- Chronický rheumatismus (1934)
- Fysikální léčení (1935)

Po celý život publikoval vědecké články v odborných časopisech, ale i populární články v novinách.

### Úmrtí
Eduard Cmunt zemřel v Praze 21. května 1967 ve věku nedožitých 89 let. Byl pohřben na Vinohradském hřbitově.